# Большой Николопесковский переулок
Большо́й Николопеско́вский переу́лок — арбатский переулок в центре Москвы между улицами Арбат и Новый Арбат. В переулке расположен Театральный институт имени Бориса Щукина.

## Происхождение названия

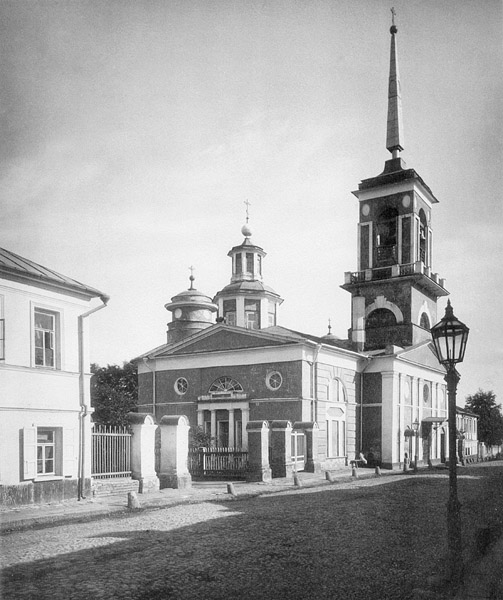
Церковь Николая Чудотворца «на Песках» (не сохранилась).

Назван по не сохранившейся стрелецкой церкви Николая Чудотворца «на Песках» (Трех святителей Петра, Алексея и Ионы Московских Чудотворцев), известной с первой трети XVII века (разрушена в 1932 году). Определение Большой отличает его от Малого Николопесковского переулка, идущего параллельно и меньшего по длине, и Среднего Николопесковского, идущего перпендикулярно и соединяющего Большой и Малый. Назывался также Стрелецкий, поскольку в XVII веке здесь располагалась стрелецкая слобода. В 1934—1993 годах — улица Вахтангова — в память об актёре и режиссёре Е. Б. Вахтангове (1883—1922). В 1913 году им была создана театральная студия, ставшая в 1926 году Театром им. Вахтангова.

## Описание
Большой Николопесковский переулок начинается от Арбата приблизительно напротив Кривоарбатского переулка, проходит на север, справа к нему примыкает Средний Николопесковский, слева — Композиторская улица. Заканчивается проходом на Новый Арбат между домами 17 и 19/21.

## Примечательные здания и сооружения

### По нечётной стороне
- № 1/28 — доходный дом М. А. Скворцова построен в 1901—1903 годах по проекту архитектора А. А. Остроградского. В доме жил архитектор Н. А. Эйхенвальд[2].
- № 3 — проживала Джуна — советская и российская целительница, здесь же находилась основанная ею Международная академия альтернативных наук.[3]

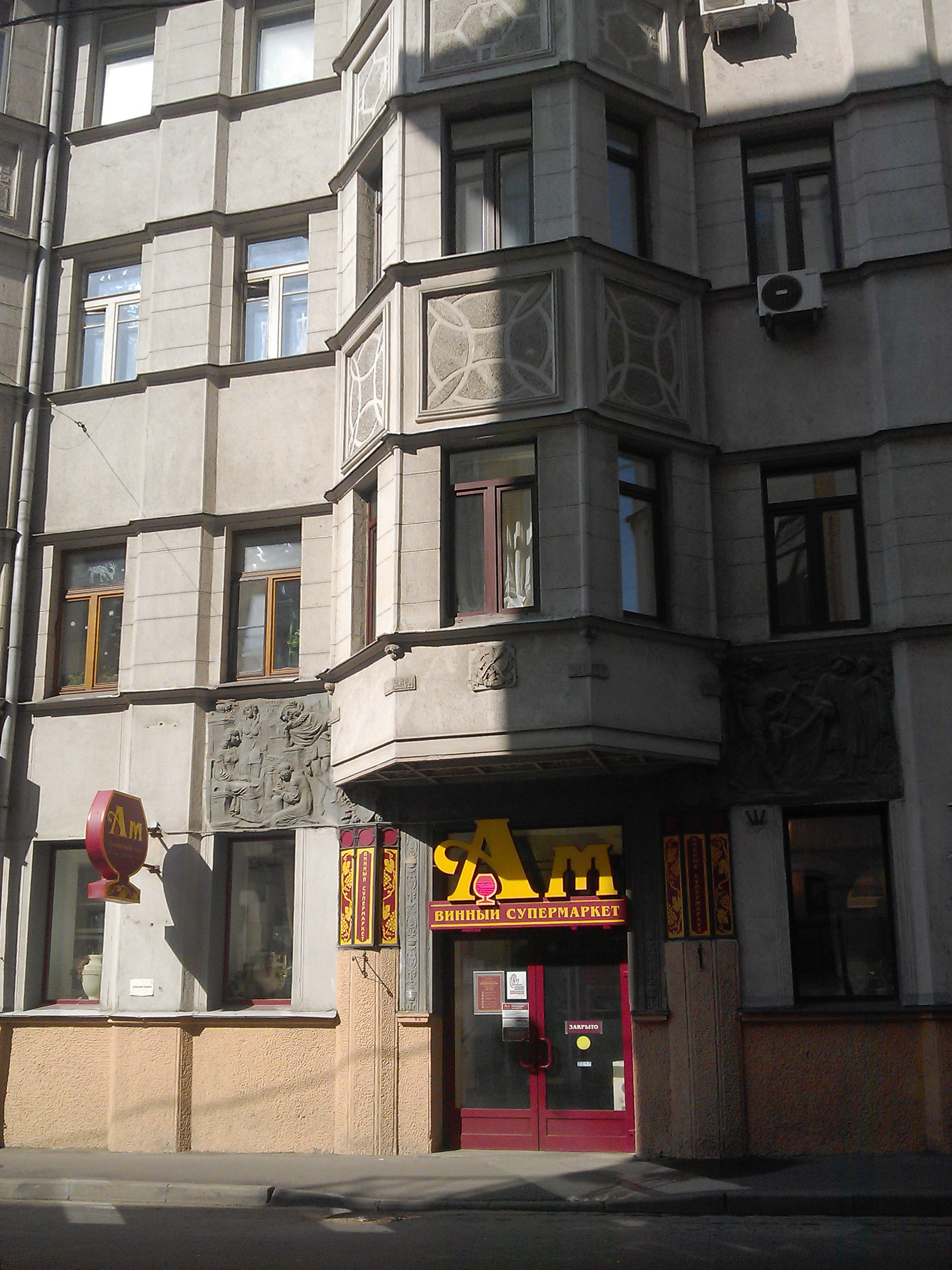
№ 5 — Доходный дом М. Жучковой

- № 5 — Доходный дом М. Жучковой — постройка 1910—1911 гг. архитектор В. Дубовской, при участии архитектора Л. Б. Горенберга; роспись интерьеров — художник И. И. Нивинский. Здесь в 1920—1930-х гг. проживал анатом и антрополог, профессор, преподаватель Московских высших женских курсов и руководитель кафедры анатомии во II Московском медицинском институте до 1944 г. А. А. Дешин; здесь до 1976 г. проживал советский публицист, писатель, диссидент А. А. Амальрик; раньше на этом месте стоял дом, принадлежавший А. Годовиковой, в котором в 1831 г. в гостях у П. В. Нащокина бывал А. С. Пушкин.
- № 7, стр. 1  7730874000 — доходный дом М. М. Стрелковой, начало XIX в., в 1903 г. здание перестроил архитектор А. Ф. Мейснер.
- № 9  7732888000 — особняк Я. А. Полякова (1898, арх. И. А. Иванов-Шиц). В настоящее время особняк является резиденцией посла Мексики в России.
- № 11  771510302940006 — дом Н. П. Чихаевой (1903, арх. Ф. Ф. Воскресенский). Затем дом профессора филолога, специалиста по латинскому языку, члена-корреспондента Академии наук А. А. Грушка — он жил здесь в 1900—1920-х гг., — у которого снимал квартиру с 1912 г. до самой смерти в 1915 г. музыкант и композитор А. Н. Скрябин со своей гражданской семьей: женой Татьяной Фёдоровной Шлёцер и их детьми Ариадной, Юлианом, Мариной. В 1920-х гг. в доме жили: известный историк, бывший ректор дореволюционного Московского университета, академик М. К. Любавский, археограф В. В. Шереметевский, профессор-юрист С. В. Познышев, архитектор Н. А. Эйхенвальд, хирург В. Э. Салищев. В 1922 г. в доме открылся музей-квартира Скрябина и в 1970-х годах студия цветомузыки при нём. В настоящее время в помещении размещен Мемориальный музей А. Н. Скрябина.
- № 13 — построен в 1900 г., архитектор И. П. Машков. В разное время в этом здании снимали квартиры оперные певицы Е. И. Збруева и М. А. Эйхенвальд, отоларинголог профессор К. А. Орлеанский. В 1920-х гг. тут помещались театральная студия имени Ф. И. Шаляпина, этнографический ансамбль и студия старого цыганского искусства под руководством Н. Н. Кручинина (Хлебникова)[4].
- № 15, стр. 1  7720144000 — дом Д. Н. Свербеева (первая половина XIX в.). Здесь под надзором полиции жил герой Отечественной войны 1812 года, декабрист, член «Союза спасения» М. Ф. Орлов, его в 1836 году навещал А. С. Пушкин. В 1840-х гг. дом принадлежал воспитаннику Муравьёвской школы колонновожатых подполковнику Ф. Н. Лугинину. В 1850—1880-х гг. владение принадлежит дипломату и основателю известного литературного салона Д. Н. Свербееву (1799—1874) — автору «Записок» о событиях в общественно-политической жизни первой половины XIX в. в России, опубликованных лишь чрез много лет после его смерти в 1899 г.; затем — княгине В. Н. Лобановой-Ростовской[5]. В этом доме (либо в соседнем № 13) в 1910—1913 гг. жила М. А. Гартунг, дочь А. С. Пушкина, а в 1920-х гг. — П. Г. Дауге, инициатор создания в 1928 г. Института стоматологии и одонтологии[6]. В 2013 году на здании открыта мемориальная доска[7][8] в честь К. Д. Бальмонта, проживавшего по этому адресу в 1916—1920 годах[9][10][11][12]. С 1990-х годов здание принадлежит Театральному институту им. Б. Щукина (режиссёрский факультет, отделение дополнительного образования, кафедра музыкальной выразительности). В 2021—2022 годах проведён капитальный ремонт.

### По чётной стороне
- № 4, стр. 1 — поликлиника № 92 ЦАО. Дом построен в 1910 году архитектором С. Ф. Кулагиным. Раньше дом принадлежал известному московскому врачу-акушеру И. К. Юрасовскому, открывшему здесь же женскую лечебницу и акушерские курсы. А в жилой части жили оперная певица Н. В. Салина и скрипач, профессор Московской консерватории Г. Н. Дулов.
- № 6 — на месте современного дома находилась церковь Николая Чудотворца, что на Песках, по-другому называемая «церковь Николы, что на желтых песках, в Стрелецкой слободе», упоминавшаяся впервые в 1635 г. с колокольней (1819 г.), имевшей круговой балкон, предназначавшийся для караульной пожарной службы[6], основанная в 1-й трети XVII в. (церковь стояла на углу, другой её адрес — 2-й Малый Николо-Песковский пер., 3). Стрельцы полка Степана Каковина выстроили свой храм деревянным, а в конце того же 17 столетия он уже стоял каменный. После пожара 1812 года сильно обгоревший храм Николы на Песках в 1817 году было велено разобрать и отдать камень на строительство ограды церкви Николы Явленного, находившегося неподалёку в Серебряном переулке. Лишь прошением прихожан храм дозволили «исправить». На средства князя А. А. Щербатова появились трапезная и колокольня с высоким шпилем, где даже был устроен балкон-смотрильня для пожарных.[13]. Там отпевали композитора А. Н. Скрябина, жившего по соседству. На его похороны в апреле 1915 года пришёл болевший простудой композитор С. И. Танеев, это было в холодный, ветреный апрельский день; в результате его простуда обострилась, дала осложнение, и Танеев скончался от пневмонии через два месяца, 6 июня 1915 года. Отпевали его в той же церкви Николы на Песках.[13]. В приходе церкви Николы на Песках несколько лет жила старшая дочь Пушкина, Мария Гартунг. В марте 1925 года, за месяц до своей кончины, в храме Николы на Песках служил Патриарх Тихон.[13]. "Президиум Моссовета постановил 4 марта 1932 г.: так как «участок земли, на котором находится церковь Николая, подлежит застройке под многоэтажный дом „Энергетик“... указанную церковь закрыть, а здание её снести». Разрушили храм в 1933 г. и построили «указанный» дом (архитекторы А. М. Митлаевский и А. М. Покорный)"[14].
- № 12 — 8-этажный, был построен для артистов театра Вахтангова. Строительство дома было закончено в 1937 году. Среди жителей: М. С. Державин и его сын М. М. Державин (проживал в этой же квартире с женой Роксаной Бабаян на четвёртом этаже), А. И. Ремизова, Д. Н. Журавлев, К. И. Ясюнинская.
- № 12А — Театральный институт имени Бориса Щукина. На стене здания установлена мемориальная доска Б. А. Захаве (архитектор В. Тюрин, скульптор К. Александров)[15].

## В литературе
Переулок отображен в литературе. По этому переулку пролетала булгаковская Маргарита из романа «Мастер и Маргарита» (в романе с географической точностью дан её маршрут: Малый Власьевский, Сивцев, Калошин, Арбат, Большой Николопесковский переулок) и в Доме Драмлита громила квартиру критика-доносчика Латунского.